# أشيندون (باكينجهامشير)
أشيندون (بالإنجليزية: Ashendon) هي قرية وأبرشية مدنية تقع في المملكة المتحدة في إنجلترا. يقدر عدد سكانها بـ 249 نسمة .